# دوري ساموا لكرة القدم 2000
دوري ساموا لكرة القدم 2000 هو موسم من دوري ساموا لكرة القدم. فاز فيه Titavi FC ‏.